# Ratmirau
Ratmirau (biał. Ратміраў; ros. Ратмиров, Ratmirow) – osiedle na Białorusi, w obwodzie homelskim, w rejonie oktiabrskim, w sielsowiecie Oktiabrski.
Znajduje tu się stacja kolejowa Ratmirawiczy, położona na linii Bobrujsk – Rabkor.

## Historia
Miejscowość powstała w latach 30. XX w. przy wybudowanej wówczas stacji kolejowej.